# Тидглид
Тидглид (V век) — святая дева валлийская. День памяти — 30 января.
Святая Туди (Tudy), или Тибби (Tibbe, Tybie), или Тидглид (Tudclyd) была одной из многочисленных святых дочерей св. Брихана из Брекнока. Святая Туди даровала своё имя местечку Лландиби, Кармартеншир.

## Тропарь, глас 6
Thou didst serve God in virginity, most holy Tudy,/
offering thy life to Him in purity and innocence./
Wherefore we beseech thee, pray to Christ our God,/
that He will look not upon our wretchedness but will grant us great mercy.

## Кондак, глас 2
We sing hymns of praise to thee,/
most pure daughter of Brychan, O holy Tudy./
Pray to Christ our God that our prayers will be found acceptable to Him,/
that we be not cast into outer darkness.